# Western Interconnection

Das Gebiet der Western Interconnection (rosa)

Die Western Interconnection (WI) ist die Bezeichnung für das elektrische Verbundnetz (englisch Interconnection), das in der Ausdehnung die westlichen Bundesstaaten der USA, die beiden angrenzenden Provinzen Kanadas sowie einen kleinen Teil des nördlichen Mexikos umfasst. In den USA und Kanada gibt es vier Verbundnetze, die alle mit derselben Netzfrequenz von 60 Hz arbeiten. Sie sind aber nicht miteinander synchronisiert und können daher nicht direkt zusammengeschaltet werden. Elektrischer Energieaustausch zwischen den Interconnections erfolgt durch Hochspannungs-Gleichstrom-Übertragung (HGÜ) beziehungsweise durch HGÜ-Kurzkupplungen. 
Die beiden größten Verbundnetze sind die Eastern Interconnection und die Western Interconnection; sie sind länderübergreifend und umfassen den größten Teil der USA und Kanadas. Die Western Interconnection ist in den USA durch sechs und in Kanada durch eine HGÜ mit der Eastern Interconnection verbunden. Darüber hinaus gibt es noch als kleinere Verbundnetze die Texas Interconnection sowie die Québec Interconnection. Letztere ist mit dem Übertragungsnetz der Hydro-Québec identisch.

## Gebiet
Die WI erstreckt sich über das Gebiet der kanadischen Provinzen Alberta und British Columbia sowie der US-Bundesstaaten Arizona, Colorado, Idaho, Kalifornien, Nevada, Oregon, Utah, Washington und Wyoming. Der überwiegende Teil der Bundesstaaten Montana und New Mexico, kleinere Teile von Texas und South Dakota sowie der nördliche Teil des mexikanischen Bundesstaates Baja California gehören ebenfalls zur WI.

## Übertragungsleitungen
Besitzer der Übertragungsleitungen innerhalb des WI sind private Stromversorger, wie Pacific Gas and Electric oder Southern California Edison, aber auch staatliche Unternehmen wie die Bonneville Power Administration und die Western Area Power Administration (WAPA), die beide zum Energieministerium der Vereinigten Staaten gehören. Der WAPA gehören z. B. mehr als 10 % der Übertragungsleitungen innerhalb der WI. Neben Hoch- und Höchstspannungsleitungen für Drehstrom sind auch HGÜ wie der Pacific DC Intertie Teil der WI.

## Strommix und Emissionen
Die U.S. Energy Information Administration gibt für 2019 eine Emission von 263 Mio. t CO2, 107 000 t SO2, 257 t NOx an, in dem WECC 739 GWh produziert hat, und sich dadurch ein Emissionsfaktor von 356 g CO2-eq ergibt. Die USA haben 418 g CO2-eq zum Vergleich.

## Koordinierung
Die Koordinierung für das Verbundnetz der WI liegt beim Western Electricity Coordinating Council (WECC). Darüber hinaus gibt es verschiedene Einheiten, die für die Planung und den Betrieb eines regionalen Stromnetzes innerhalb der WI zuständig sind. Dazu gehören z. B.:
- AESO, verantwortlich für die Planung und den Betrieb des Stromnetzes in Alberta.[9]
- CAISO, verantwortlich für den Betrieb des Stromnetzes in einem Großteil Kaliforniens.[10]